# Proasellus peltatus
Proasellus peltatus är en kräftdjursart som först beskrevs av Pedro Ivo Soares Braga1944.  Proasellus peltatus ingår i släktet Proasellus och familjen sötvattensgråsuggor. Inga underarter finns listade i Catalogue of Life.